# Marie-Esméralda de Belgique
Pour les articles homonymes, voir Esmeralda.
La princesse Marie-Esméralda — également connue sous le prénom d'Esmeralda — de Belgique (née le 30 septembre 1956, au château de Laeken), est un membre de la famille royale belge.  
Marie-Esméralda Adélaïde Liliane Anne Léopoldine de Belgique est la fille cadette du roi Léopold III et de sa seconde épouse, Lilian Baels, titrée princesse de Réthy. Marie-Esméralda a un frère, aujourd'hui défunt, le prince Alexandre, et une sœur, la princesse Marie-Christine, vivant aux États-Unis. 
Elle est aussi la demi-sœur de la grande-duchesse Joséphine-Charlotte de Luxembourg et des rois Baudouin et Albert II de Belgique.
Marie-Esméralda est journaliste, écrivaine, et co-réalise des documentaires en lien avec des thèmes historiques ou environnementaux.  
Elle est également une militante écologiste et une militante des droits des femmes et des peuples autochtones.

## Biographie
Esmeralda est née le 30 septembre 1956 au château de Laeken où ses parents résident depuis 1950. Baptisée par le cardinal Joseph-Ernest Van Roey, primat de Belgique, le 6 octobre 1956 en la chapelle privée du château de Laeken, lors d'une cérémonie intime qui réunit la famille royale belge, la princesse reçoit les prénoms de « Maria Esmeralda Adélaïde Lilian Anne Léopoldine ». Son parrain est son demi-frère le futur roi Albert II, sa marraine étant la princesse Marie-Adélaïde de Luxembourg. À l'âge de quatre ans, Marie-Esméralda, ses frère et sœur Alexandre et Marie-Christine quittent le château de Laeken pour s'installer avec ses parents au domaine royal d'Argenteuil, en bordure de la forêt de Soignes.
Après des candidatures (équivalentes au DEUG français) en droit aux Facultés universitaires Saint-Louis à Bruxelles, Marie-Esméralda obtient une licence de communication sociale (journalisme) à l'Université catholique de Louvain et travaille pour divers magazines français (dont Le Figaro Magazine), italiens, allemands et espagnols. Après le décès de son père en 1983, elle devient présidente du Fonds Léopold III pour l'exploration et la conservation de la nature.
Le 5 avril 1998, Esmeralda épouse à Londres Sir Salvador Moncada, un scientifique britannique d'origine hondurienne, avec qui elle a deux enfants : Alexandra (née le 4 août 1998) et Leopoldo (né le 21 mai 2001). Tous les quatre vivent à Londres.
À la suite de la mort de leur mère, la princesse Lilian, en 2002, la princesse Marie-Esmeralda et son frère, le prince Alexandre, ont tenté de transformer le domaine royal d'Argenteuil en un lieu de réunions dédié à la mémoire de leurs parents, en vain. Le gouvernement, pour l'État belge, propriétaire des lieux, en a décidé autrement et a vendu la demeure à un particulier, Jean-Marie Delwart. La princesse a racheté le chalet d'Hinterriss de sa mère dans le Tyrol en Autriche.

## Carrière journalistique et littéraire
La princesse Esmeralda est journaliste et écrivaine. Elle écrit parfois sous le pseudonyme Esmeralda de Réthy. Après des études de droit aux Facultés Universitaires Saint-Louis à Bruxelles, elle obtient son diplôme de journalisme à l'Université catholique de Louvain à Louvain-la-Neuve, puis s'installe à Paris pour poursuivre sa carrière en travaillant comme pigiste pour des magazines internationaux. Son livre Christian Dior, les premières années 1947-1957 s'est concentré sur la carrière de Christian Dior et a été publié en 2001 par Vendome Press. 
Esmeralda a ensuite écrit deux livres sur son défunt père, le roi Léopold III, en utilisant des documents d'archives tels que des lettres et des photos : son livre Léopold III, mon père a été publié en 2001, suivi en 2006 par Léopold III photographe tous deux publiés par les éditions Racine. Elle ne parle pas de politique mais se concentre sur les expéditions de son père, sa passion pour la nature, la science et la photographie. La princesse accorde également son Haut Patronage au Cercle Léopold III. 
En 2011, Esmeralda a publié un autre livre intitulé Terre, agissons pour la planète, il n'est pas trop tard. Cet ouvrage met l’accent sur l'importance de protéger l'environnement. Un an plus tard, Esmeralda publie un livre consacré à sa mère Lilian, une princesse entre ombres et lumières qu'elle a co-écrit avec Patrick Weber. En 2014, elle a également consacré un ouvrage à ses grands-parents Albert et Elisabeth avec Christophe Vachaudez. La même année, Esmeralda publie un livre sur les femmes lauréates du prix Nobel de la paix intitulé Femmes prix Nobel de la Paix.

## Engagements

### Protection de l’environnement
La princesse est active depuis de nombreuses années dans la protection de l'environnement : en 1983, elle succède à son père à la présidence du Fonds Roi Léopold III pour l'exploration et la conservation de la nature. Une fonction qu'elle occupe toujours actuellement.
Elle a notamment donné beaucoup de conférences et écrit de nombreux articles ainsi qu'un livre intitulé « Terre, agissons pour la planète, il n'est pas trop tard ». Elle a participé à des campagnes de grande envergure comme Antartica Greenpeace en 2015. Dans son documentaire avec Nicolas Delvaulx intitulé « Virunga » en 2016, elle souligne l'importance du parc en raison de sa diversité exceptionnelle et de son développement durable. Grâce au travail de la Fondation Virunga, les populations riveraines du parc ont accès à l'énergie propre des centrales hydroélectriques et à l'emploi. 
Depuis 2019, la princesse Esmeralda est l'ambassadrice d'honneur du WWF Belgium.
La princesse Esmeralda a été arrêtée alors qu'elle participait à une manifestation d'Extinction Rebellion à Londres, le 10 octobre 2019. Esmeralda de Belgique a été emmenée dans les locaux de la police, en raison de sa participation à une action de blocage menée par ce mouvement. Un mouvement qui prône la désobéissance civile non-violente afin de contraindre les gouvernements à agir face à la crise climatique. La princesse a été relaxée, et aucune charge ne pèse contre elle.
En 2021, elle s’associe avec Sandrine Dixson-Declève, Adélaïde Charlier et Anuna De Wever pour écrire Quel monde pour demain ?. Livre engagé contre le dérèglement climatique où ces quatre intervenantes partagent leur expérience et leur conscience des risques qui pèsent sur l'humanité. Ensemble, elles dressent le constat du combat, depuis les années 1960 au premier rapport du Club de Rome et jusqu'aux grèves étudiantes de 2019. Au fil de ces échanges, elles interrogent les concepts de croissance, de transition juste, de gouvernance et de la responsabilisation de chacun[réf. nécessaire].

### Protection des tribus indigènes
En 1989, elle a soutenu la campagne du chef Raoni pour protéger la forêt amazonienne au Brésil avec l'aide du chanteur de renommée internationale Sting. Le roi Léopold avait rencontré Raoni en 1964. En 2011, alors qu'Europalia Brasil avait lieu, Marie-Esméralda a rencontré une délégation d'Indiens Mehinako. 
L'année suivante, les Indiens Mehinako ont honoré la mémoire du défunt roi Léopold III dans le parc de Xingu au Brésil lors d'une cérémonie spéciale. Les seuls blancs qui ont été célébrés avec leurs ancêtres dans le passé sont les frères Vilas Boas, fondateurs du parc Xingu. 
En décembre 2015 à la Cop21 de Paris, Marie-Esméralda a rencontré des membres de la tribu des Kichwas de Sarayaku en Équateur. Le Fonds Léopold III a financé un de leurs projets. 
En juillet 2016, la princesse a visité le groupe tribal Xerente à Porteiras au Brésil. Elle a reçu un accueil spécial lors d'une cérémonie traditionnelle. À Brasilia, elle a officiellement ouvert une exposition des photographies de son père. Elle a prononcé un discours soulignant l'importance de la protection et de la promotion des droits autochtones en présence du célèbre chef indien Alvaro Tukano. 
En décembre 2016, à la COP22 de Marrakech, elle a participé à des événements organisés par l'Association Internationale WECAN. Leur objectif est de soutenir les femmes autochtones en protégeant l'environnement. 
En septembre 2017, elle est devenue la marraine de la campagne pour la forêt amazonienne lancée par l'association Mouvement Actions à travers le monde.

### Statues coloniales en Belgique
Elle plaide pour le retrait des statues de Léopold II, son arrière-grand-oncle. Dans une carte blanche publiée dans le magazine anglophone The Brussels Times, la journaliste et écrivaine estime que la Belgique devrait présenter ses excuses pour son passé colonial et réécrire les livres d’histoire : « Il faut mettre un terme à cette propagande »,,.

### Droits des femmes
Marie-Esméralda donne de nombreuses conférences sur le sujet des droits des femmes. En décembre 2013, elle a participé à une pièce de théâtre à Bruxelles intitulée « blessées à mort » de l'auteure italienne Serena Dandini sur le thème du féminicide. Elle a lu un monologue sur scène appelé "Fleur de Lotus". En mars 2015, aux côtés d'Eve Ensler, elle a participé à un forum intitulé « Jump » pour promouvoir l'égalité des genres sur la scène internationale.

### Activités liées à la santé
Depuis le décès de sa mère, la princesse Marie-Esméralda accorde son haut patronage à la Fondation cardiologique Princesse Lilian, créée en 1958 par sa défunte mère. Son objectif initial était d'envoyer des enfants belges aux États-Unis s’ils souffraient d’une maladie cardiaque grave et avaient besoin d'une intervention chirurgicale. Dans les années soixante-dix, la fondation s'est concentrée sur l'organisation de réunions scientifiques de haut niveau. 
La princesse Marie-Esméralda a aussi été la présidente d'honneur de Delphus de 2005 à 2017. Cette association est née dans les années 1990 sous l'impulsion de personnes, scientifiques ou non, s'inquiétant de la protection de la nature, en particulier du sort des dauphins en captivité. Elle finance des programmes de delphinothérapie destinés à des enfants autistes. Quant au Prix Delphus, il aide des jeunes chercheurs dans leurs travaux sur les dauphins.
Marie-Esméralda est aussi la présidente d'honneur de Care Belgium.

## Œuvres
- Léopold III, mon père, éditions Racine, 2001.
- Léopold III, photographe, éditions Racine, 2006.
- Terre !, éditions Racine, 2011.
- Lilian, une princesse entre ombre et lumière, éditions Racine, 2012Écrit avec Patrick Weber.
- Albert et Élisabeth, éditions Racine, 2014Écrit avec Christophe Vachaudez.
- Femmes prix Nobel de la paix, éditions Avant-propos, 2014
- Quel monde pour demain ?, éditions Luc Pire, 2021Écrit avec Anuna de Wever.

## Filmographie
- Léopold III, mon père, documentaire de 90 minutes à valeur historique, dans lequel Esmeralda de Belgique retrace la vie de son père, réalisé par Nicolas Delvaulx pour la RTBF en 2011[7].
- Sur les pas du Roi Albert et de la Reine Élisabeth, mes grands-parents : ce documentaire de 140 minutes réalisé par Nicolas Delvaulx pour la RTBF en 2014 évoque les figures du roi Albert et de la reine Élisabeth, en présence de leur petite-fille la princesse Esmeralda de Belgique[8].
- Virunga, l'espoir pour tout un peuple est un film de 61 minutes, dont Esmeralda de Belgique est co-autrice, réalisé par Nicolas Delvaulx pour la RTBF en 2016[9].